# Foxton (Nieuw-Zeeland)
Foxton is een plaats in de regio Manawatu-Wanganui op het Noordereiland van Nieuw-Zeeland, 30 kilometrer ten zuidwesten van Palmerston North en 15 kilometer ten noorden van Levin. Foxton ligt dicht bij de oevers van de Manawatu River. Aan de monding van deze rivier, 6 kilometer naar het westen, ligt Foxton Beach.

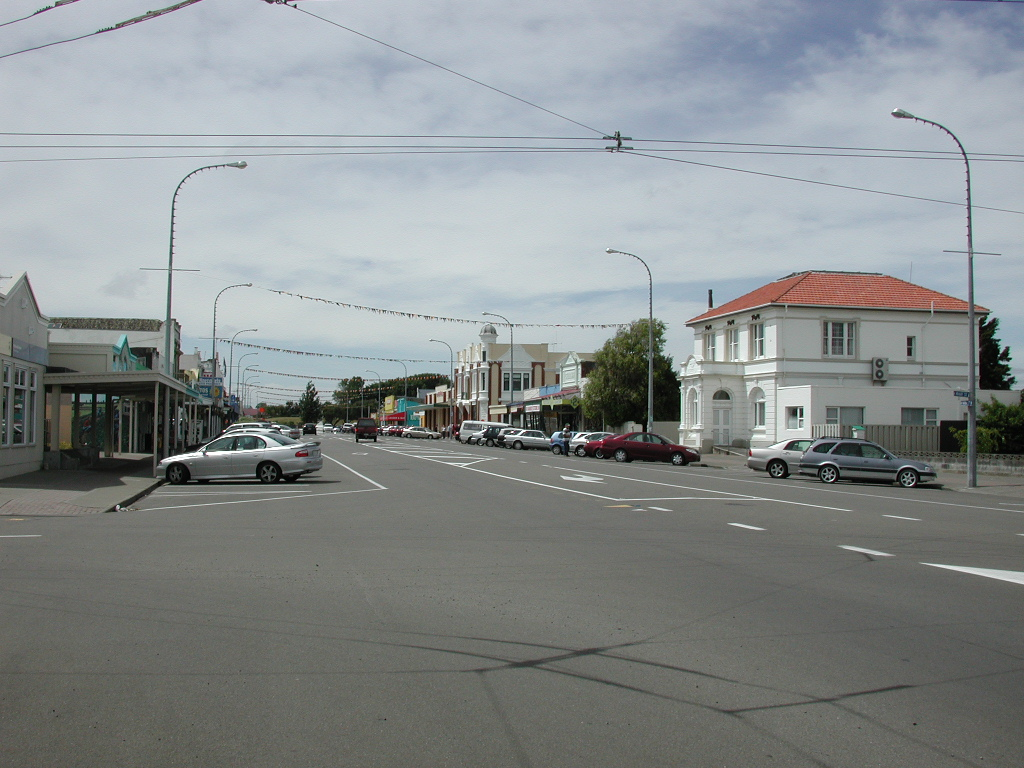
Main Street
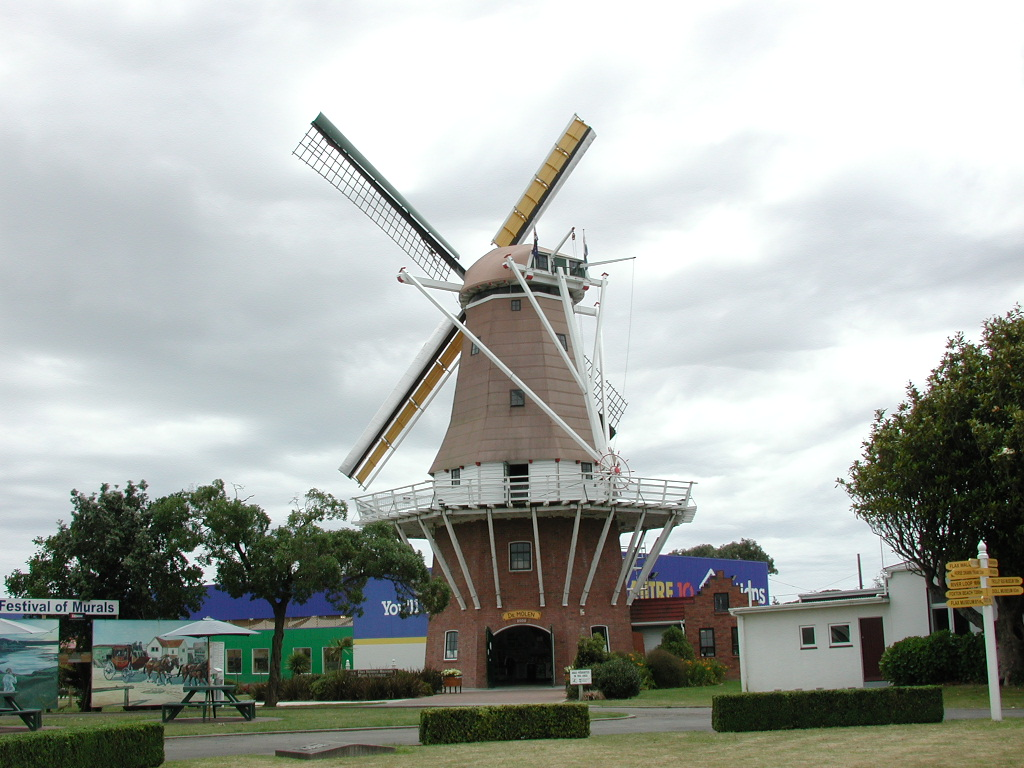
Molen van Foxton

## Geschiedenis
Foxton is vernoemd naar Sir William Fox, en kent een geschiedenis in de productie van vlas, dat wordt gebruikt voor het vervaardigen van touw, manden en andere zaken. Andere industrieën die zich hier ontwikkelden waren de kledingindustrie en houtzagerijen. Er is nog steeds een grote Nederlandse windmolen, deMolen, die nog steeds functioneert.
Foxton is de oudste nederzetting in het zuiden van Manawatu, maar is ondertussen wel een keer verplaatst. De originele plek waar Foxton in 1842 is gesticht ligt namelijk een stuk verderop naar het oosten. In 1885 is de plaats verhuisd naar de huidige locatie. Tot halverwege de 20e eeuw was Foxton een belangrijke handelsplaats met een grote haven en een operationele spoorlijn. In 1942 sloot de haven en in 1959 werd de spoorlijn opgeheven.